# Землетрясения в Чунцине (2010)
Землетрясение магнитудой 4,4 произошло в понедельник 22 февраля 2010 года в 13:32:26 (UTC) в китайском районе городского подчинения Чунцин, в 26,1 км к западу от Юнчуань, и в 93,2 км к западу-юго-западу от Чунцина. Гипоцентр землетрясения находился на глубине 44,2 километров. 
Землетрясение ощущалось в Чэнду и Лучжоу.
В результате землетрясения сообщений о жертвах не поступало. В районе Жунчан на территории уличного комитета Гуаншунь произошло обрушение домов, дымоходов и хозяйственных построек. Газопровод был разорван и впоследствии отремонтирован. На территории уличного комитета Аньфу наблюдались перебои с подачей электроэнергии и кратковременные сбои связи. Электроснабжение и связь были восстановлены более чем через 20 минут. Экономический ущерб составил около 2,65 млн долларов США.

## Повторные землетрясения
| - Карта сейсмической активности 10 сентября 2010 года |

Повторное землетрясение в этом же регионе, магнитудой 4,7, произошло 10 сентября 2010 года, в 13:21:48 (UTC). Гипоцентр землетрясения находился на глубине 45,0 км, эпицентр — в 41 км к западу от Юнчуань. Сообщений о жертвах и разрушениях не поступало. Экономический ущерб составил менее 0,5 млн долларов США.

## Тектонические условия региона
Зона разломов Лунмэньшань расположена на западной границе Южно-Китайской (Янцзы) платформы. К центральной части древней платформы Янцзы приурочена крупная Сычуаньская впадина (синеклиза). Она включает в себя центральную и восточную области провинции Сычуань, а также город Чунцин. Сычуаньская синеклиза имеет сложное строение и выполнена отложениями от палеозойских до кайнозойских, общей мощностью от 6 до 12 км. В позднем триасе море окончательно покинуло область платформы, осадконакопление продолжалось в континентальных условиях лишь в её северо-западной части — в Сычуаньской синеклизе. В диапазоне от верхнетриасовых до антропогеновых континентальных отложений толщи пород имеют мощность от 1,5—3 км (верхний триас), 2—5 км (юра), около 2 км (мел) и около 1,1 км (кайнозой). Обломочные породы Сычуаньской синеклизы включают конгломераты, а также угольные толщи общей мощностью несколько тысяч метров, сформировавшиеся в конце позднего триаса. Учитывая, что в краевой части синеклизы толщи несогласно перекрываются нижне-среднеюрскими отложениями, можно предположить, что молассы формировались с конца позднего триаса до юры, в результате чего образовался передовой прогиб перед складчатой областью Сунпань—Ганьцзы. Отложения позднего мезозоя—эоцена мощностью в 3,4 км представлены несколькими молассовыми толщами. Складки и надвиговые структуры кайнозойского возраста сформировались в передовом прогибе в связи со сжатием, ориентированным с северо-запада на юго-восток. Они связаны с боковой экструзией корового материала от восточной части тибетского нагорья. Фундамент Сычуаньского передового 25 прогиба состоит из позднепротерозойских гранитов и делленитов, их возраст совпадает с возрастом кристаллического комплекса Лунмэньшаньской зоны.
Сычуаньская синеклиза с запада ограничена мощным поднятием хребта Лунмэньшань с почти отвесным восточным склоном. Докембрийские и палеозойские отложения Лунмэньшаня надвинуты на Сычуаньскую впадину по системе надвигов, образуя сложную складчато-покровную структуру, которая сформировалась в раннекиммерийскую фазу складчатости — в среднем триасе и ранней юре, в результате чего синеклиза приобрела асимметричный широтный профиль с крутым западным и пологим восточным склонами.